# Собор Святого Михаила (Белград)
Кафедра́льный собо́р Свято́го Михаи́ла Арха́нгела (серб. Саборна Црква Св. Архангела Михаила) — кафедральный собор Белграда, одна из важнейших достопримечательностей города. Принадлежит Сербской православной церкви, рядом с собором находится здание Сербского патриархата. В храме расположен музей Сербской православной церкви.
Входит в список памятников культуры Сербии исключительного значения.

## История
Собор был построен по приказу сербского князя Милоша Обреновича. Проект здания был создан архитектором Адамом Фридрихом Кверфельдом, уроженцем Панчево. Церковь посвящена Святому Архангелу Михаилу.
В 1882 году здесь состоялось помазание на царство короля Милана Обреновича, а в 1904 году здесь был коронован Пётр I Карагеоргиевич. После восстановления в Сербии патриаршества в соборе прошла интронизация патриарха Димитрия.
В соборе хранятся мощи благоверного князя Стефана Штильяновича, частицы мощей святого князя Лазаря Сербского, святителя Иоанна Шанхайского, сербского царя Стефана Уроша V. Здесь же погребены некоторые первоиерархи Сербской православной церкви (митрополиты Михаил и Иннокентий, патриархи Гавриил и Викентий), а также правители государства из династии Обреновичей (Милош и Михайло). Перед главным порталом здания находятся захоронения двух видных представителей сербской культуры — Досифея Обрадовича и Вука Стефановича Караджича.

## Архитектура
Здание было построено в стиле позднего классицизма с элементами барокко. Портал здания украшен мозаиками с изображениями Пресвятой Богородицы, Святой Троицы, Архангелов Гавриила и Михаила.
Интерьер богато украшен. Позолоченный резной иконостас создан скульптором Димитрием Петровичем, иконы для иконостаса, престол, хоры, а также роспись стен и сводов были сделаны Димитрием Аврамовичем, одним из самых известных сербских художников XIX века.